# HD 193664
HD 193664，又名BD+66 1281，SAO 18796、HR 7783，是一颗恒星，视星等为5.93，位于銀經100.45，銀緯16.92，其B1900.0坐标为赤經20h 16m 32.3s，赤緯+66° 16.92′ 56″。